# 謝掙強
謝掙強（1914年11月26日—1979年3月7日），字子培，本名謝朱沛。出生於今台灣澎湖，台湾半山派政治人物，中國國民黨籍，曾两度出任高雄市（省轄市）市長，於1951年，當選高雄市的首屆民選市長，於1954年，成功連任。為高雄政治派系「澎湖派」領導人之一。早年親近CC派。

## 早年生平
謝掙強於大正三年（1914年）生於澎湖廳（今澎湖縣白沙鄉中屯村），年輕時至高雄市工作，在楠梓高再福醫師診所實習，1937年前往中國大陸，曾於汕頭工作。由於謝掙強懂醫藥，遂前往廈門「行醫」。
隨著日中戰爭爆發，由於日本政府運用在福建的臺灣籍民從事間諜問題日益嚴重，因此包括謝掙強在內的臺灣人被地方當局視為重點關注及警戒的對象。1938年5月，福建省主席陳儀命令，將福州、晉江、石碼等地的臺灣籍人民送往閩北崇安地區（今武夷山市）進行集中管理，他們搶奪臺灣人的財物，使臺灣人受到生活困難的情況，謝掙強也受到搶奪。直到李友邦為籌組台灣義勇隊尋求在中國大陸的臺灣人加入充實戰力，謝掙強加入後生計及升遷才受到保障。
1942年9月，謝掙強隨李友邦領導之台灣義勇隊其他臺籍身分者入中央訓練團黨政班第28期受訓。並出任軍事委員會政治部台灣義勇隊駐重慶通訊處主任，1941年2月「台灣革命同盟會」成立後，謝掙強成為會員，並名列總會十五名執行委員之一、組織部主任，:201-203以及「臺灣革命同盟會西南分會」五名委員之一。:204一開始謝掙強表現還算不錯，在劉啟光背叛李友邦參加「軍統」，將義勇隊的任務拋在一邊的時候，李友邦第一個考慮的繼任人選便是謝掙強。:368
1944年，國民政府為接收台灣成立「臺灣調查委員會」，謝掙強亦出任委員會專員。

## 步入政壇
1945年，二次大戰日本投降，國民政府代表盟軍接收臺灣，謝掙強成為來臺接收官員之一，以其半山背景，歷任多項職務。一開始出任行政長官公署新竹縣接管委員，後調任新化區長、虎尾區長，因能適應當時環境，調任臺南縣政府主任秘書，兼國民黨臺南縣黨部執行委員。後又被擢升為嘉義市長。
1947年，謝掙強在澎湖縣參選國大代表，擊敗許整景成為第一屆國民大會臺灣省代表。當選後，謝掙強居住在高雄市新興區，與高雄地方政治人物往來密切。
1948年，謝掙強被調任為臺南縣政府主任秘書。
1949年，原嘉義市長林伏濤轉任台灣省政府參議，指派謝掙強接任。隔年5月謝掙強辭職。辭職後，謝掙強寓居高雄市。

## 高雄市長

### 參選首屆民選高雄市長
謝掙強就任國大代表後，居住於高雄市新興區，時常與高市政壇人物交往，並著手佈署高雄市長選戰。相傳謝掙強在佈局前，曾拜訪高雄市在地聲望最高的陳啓川，明言若當選，主任秘書人選由陳啓川推薦，並接受另一位「半山」陳漢平擔任主任秘書。而在爭奪國民黨提名上，謝掙強一度出現與黃昭明的相爭，最後在黨中央勸退下，黃昭明於3月12日返回高雄，宣布棄選。:360在中央方面，謝掙強背後則有陳誠為靠山。
1951年，謝掙強參選第一屆民選高雄市長的選舉，面對異軍突起的李源棧挑戰。由於當時「澎湖派」的排他性，引起非澎湖派人士反彈，地方派系「在地派」、「臺南派」轉往支持李源棧。:360-361惟在高雄市澎湖同鄉會等地方人士的支持下，謝掙強於1951年3月25日投票日中以49,223票擊敗林斌的3,738票及李源棧的41,984票，以過半得票數有驚無險當選高雄市長。當時在澎湖人投澎湖人的信念下，不僅使謝掙強當選市長，在1950年12月17日舉行第一屆高雄市議員選舉中，澎湖同鄉更拿下28席市議員中的8席。當時（1951年）高雄市人口籍貫比中，「本省其他縣市」人口僅占13.84%，澎湖籍議員卻占了市議會28%席次，顯示出澎湖派的極度動員。:352-353

### 第一任高雄市長時期
在首屆市議會時期，由於澎湖派掌握8席。謝掙強並未遭到市議會太多刁難。在市政上，謝掙強主要配合中央「公地放領」、「耕者有其田」政策，由於高雄市非農業為主的城市，謝掙強的主要心力放在漁業上，如爭取軍魚（供軍隊食用的魚）貸款給漁民、解決漁會與冰廠糾紛導致漁業用冰缺乏問題、推廣吳郭魚養殖及配合中央「漁者有其船」政策。:366-367
1952年10月，第二屆高雄市議會改選，澎湖派由8席減少至6席。而另一地方派系臺南派出現了志在市長的陳武璋角逐議長，謝掙強與在地派合作下，由在地派孫媽諒當選議長，使陳武璋屈就副議長。謝掙強此舉成功扭轉連任路上不利因素，但也引起臺南派不滿。:373-3781953年1月16日，第二屆市議會成立後，對市府監督及批評不遺餘力。第一次大會中，以副議長陳武璋領軍的市府財政調查報告，就提出五項缺失。並意有所指表示，這些錯誤雖不在謝市長，但也應負監督不周的責任。此外，議員又針對中央果菜市場許多問題，組成調查小組，由陳武璋擔任召集人。此外在「黨外」的李源棧當選第二屆高雄市議員後，亦針對市府第三分局土地與中央市場前國有地交換案大力抨擊，在議會調查時，更發現卷宗不翼而飛，引起李源棧罵謝掙強「辦事專制、糊裏糊塗」，最終在謝掙強回擊李源棧講話要顧及對方人格下，李源棧道歉才告一段落。:378-381在市立女中興建案及圖書館興建案上，謝掙強也受到李源棧及議會砲轟。1954年第四次大會中，適逢國民大會開會，身兼國大代表的謝掙強前赴國大，也引起議會不滿。陳武璋在審查預算前建議休會，謝掙強返高後，4月14日第七次臨時大會，議員在預算上砲轟市府，在結論中要求送監察院嚴加糾舉。:381-383
1954年5月，謝掙強參選第二屆高雄市長選舉，面對李源棧及另一黨外人士楊金虎挑戰。謝掙強先是在撤換主任秘書陳漢平後，引起在地派不滿。在地派一度找上陳啓川出馬國民黨內初選，但在謝掙強掌握市府系統的公教票及外省籍軍人支持下，使陳啓川在黨內初選敗下陣來。在大選中，李源棧退出選舉，謝掙強在澎湖派及外省派支持下，加上出身臺南的楊金虎未獲臺南派支援，:388-389最後謝掙強以二萬多票差距擊敗楊金虎成功連任。

### 第二任高雄市長時期
1954年12月，第三屆高雄市議員改選。陳武璋在與外省派聯手下，當上議長。:400在第三屆議會中，非澎湖派對「地方派系」問題大做文章，稱高雄市的地方派系激烈，與謝掙強脫離不了關係。:402黨外議員李源棧更針對六百包水泥案與漁會盜賣木材案追問，引起謝掙強動氣。李源棧罵謝掙強包庇，謝掙強反批其神經過於興奮。占用第二次大會多數時間。:400在漁會改選後，1955年11月的第三次大會，澎湖派與在地、臺南派更加緊張。臺南派洪地利緊咬中洲國小工程案、在地派許金煜、鍾宗廟指出市府水肥委員會在賣給農民水肥的過程，有從中牟利之嫌疑。:407
除了市府弊案，議員更將矛頭指向謝掙強本人。對於謝掙強前往臺北出差高達20天一事窮追猛打。在地派議員鍾宗廟表示謝掙強對府內公文，有八大親批事項，如今人根本不在，這些公文豈不無人處理？在地派董廷良及周順源則針對謝掙強新購用車，質問用意何在？並批評有人從中賺取佣金:408到第四次大會開議（1956年3月）後，在地派仍緊咬謝掙強的出差事件。鍾宗廟批評從1955年7月到1956年3月，謝掙強就出差82天，還有其主秘、秘書也都出差40天，被譏為「慰勞假」。外省派議員王書川則揭露高雄市商界名人在大港埔蓋了一棟新洋房給謝掙強，這對一項表示當官多年仍是「窮光蛋」的謝掙強是一大諷刺。謝掙強表示這是好朋友擔心其下台後沒地方住，所以才籌資幫其興建住宅。後證實這些「好朋友」是唐榮鐵工廠唐傳宗、營造商陳江章、蕭佛助等人。:408-409
隨著謝掙強確定無法連任，任期即將結束。謝掙強更為所欲為，第六次大會（1956年11月）謝掙強藉開會名義滯留臺北不歸，由主任秘書張源代打，張源更常藉報章雜誌修理議員，引起議員不滿。:409到第七次大會（1957年3月），由於是謝掙強任期內最後一次大會，議員們也不再抨擊。連任內與其爭執最多的李源棧、王書川都稱讚其為「能幹的市長」、「功多於過」，謝掙強也在議員美言下，結束其六年來與議會的交手。:409-4101957年6月，謝掙強卸任高雄市長。
在高雄市長任期，謝掙強極力照顧澎湖鄉親，而其任內長達8年的機要秘書郭雲南亦是西嶼人。謝掙強任內也協助澎湖同鄉會向軍方討回鹽埕區金城戲院，在市政建設上創設前金幼稚園、忠孝等11所小學及中和、柴山兩分校、獅甲等三所中學，遷建市立一中、國中及新建市立圖書館，創修《高雄市志》。台灣時報社出版的《政海浮沉錄》則稱在第二任期高雄市長任內，謝掙強受到在地派掌握的市議會「百般攻擊」，最後謝掙強仍在智囊團幫忙下，「表現出了強者的態度」，當完三年市長。此外由於接近謝掙強的人「欣賞他守正不阿的操守」，因此澎湖人合力為他蓋了一棟房子。鋼筋是唐傳宗送的，水泥是陳江章送的。:2
謝掙強任職在市長期間，曾被調入革命實踐研究院第十四期受訓。

## 卸任後
卸任後，謝掙強於1957年8月17日獲臺灣省政府聘請出任省府委員。上任後風雨不斷，1958年11月，欲籌組產物保險合作社，被財政部批駁，不准成立。:431-432在1959年8月八七水災之際，謝掙強因黨內政治鬥爭, 被誣陷在北投新秀閣旅社與七名男女賭博遭到查獲，由於參與賭局者皆為社會知名人士，引起輿論嘩然。謝掙強雖身為行政院長陳誠愛將，但也不得不揮淚斬馬謖，被拔除省府委員職務，:432並開除黨職。
1960年3月，臺南高分院爆發推事高嵩涉嫌收受賄賂四十五萬案，謝掙強也涉入其中。謝掙強被指居中協調行賄，更被高嵩指賄款大部分遭謝掙強私吞，他僅拿二十五萬。高嵩案於11月29日宣判高嵩八年、謝掙強一年，褫奪公權兩年，其國大代表資格也因此喪失。1961年9月29日正式投案入監。:433-434國大代表則由在選舉中敗給他的許整景遞補。
1959年至1972年, 將近13年被迫賦閒在家, 無法從政也沒事可作, 最後以賣瓦斯為生。
1968年第六屆市長選舉，謝掙強原有意東山再起，問鼎高雄市長。後因支持楊金虎挑戰其宿敵陳武璋，遂放棄高雄市長。楊金虎在「澎湖派」支持下大爆冷門擊敗了陳武璋。
1972年第七屆市長選舉，謝掙強在同鄉支持下以黨外身分出馬角逐高雄市長，最後敗給王玉雲。選後謝掙強一度控告王玉雲偽造學歷，轟動一時。:4
1976年，謝掙強獲得恢復國民黨籍。
1977年初，謝掙強獲臺灣省政府推薦出任唐榮公司常務董事，駐廠辦公。:4同年繼唐傳宗後當選高雄市澎湖同鄉會理事長。
1978年起，謝掙強開始病魔纏身，後經台大醫院診斷為肺瘤，至省立高雄醫院療養。1979年3月7日在家中逝世。

## 其他
- 在臺灣義勇隊內部資料顯示謝掙強畢業於慶應義塾大學，[11]然據許雪姬的考證此說法實為錯誤。[12]
- 鍾逸人曾回憶1946年他與李友邦視察各地青年團團務，到虎尾區時有三十個區隊長列隊歡迎，唯獨不見曾受李友邦從陳儀的集中營救出來的區長謝掙強。結果謝掙強只搭著轎車搖下車窗向李清波（基隆分團部主任）舉手隨即離去。原因即謝掙強在重慶時期經不起誘惑、擅離職守，參加CC系外圍、連震東、柯台山等人主持的「台灣重建協會」而遭到李友邦開除。因此謝掙強才故意未迎接李友邦，甚至故意開車子示威。[4]:367-368
- 第七屆高雄市長選舉結束後，謝掙強曾控告王玉雲偽造學歷。在法庭上，謝掙強公然表示，如果王玉雲能從頭到尾將26個英文字母寫完，他就不姓謝、改姓王。[13]:236一時成為趣談。[9]:4由於王玉雲屬於基層苦鬥出身，最忌別人揭其學歷問題，從此與謝掙強反目成仇、互不往來，就連謝掙強喪妻時也未去弔唁。[14]:136

## 脚注
1. ↑  分別為陳玉波、陳生苞、林澄増、鄭綿、呂振福、盧繼竇、許清榮、黃堯8人
2. ↑  參與賭局者有謝掙強、國大代表何芝園、臺北新藥公會常務理事及臺北上海大藥房總經理史致富、國大代表蔣祖通、楊忻遠、江明（女）、胡仲紓等八人

## 外部連結
- 古月今城─澎湖移民 帶動高雄發展先鋒（页面存档备份，存于）

| 中華民國政府職務      | 中華民國政府職務                                 | 中華民國政府職務 |
| --------------------- | ------------------------------------------------ | ---------------- |
| 高雄市政府            |                                                  |                  |
| 前任： 陳保泰（官派） | 高雄市市長 第一、二屆 1951年5月1日－1957年6月2日 | 繼任： 陳武璋    |